# PokerStars Championship
Il PokerStars Championship è un circuito globale di tornei di poker sportivo nato nel 2017, dopo che PokerStars, nell'agosto del 2016, ha deciso di sostituire così il circuito dell'European Poker Tour. Nella stagione inaugurale sono previste sei tappe: alle Bahamas, a Panama, a Macao, a Monte Carlo, a Soči e a Barcellona.

## Vincitori
| Stagione | Data                      | Luogo       | Vincitore           | Premio         |
| -------- | ------------------------- | ----------- | ------------------- | -------------- |
| 1        | 6-14 gennaio 2017         | Bahamas     | Christian Harder    | $ 429,664      |
| 1        | 10-20 marzo 2017          | Panama      | Kenneth Smaron      | $ 293,860      |
| 1        | 30 marzo - 9 aprile 2017  | Macau       | Elliot Smith        | HKD 2,877,500  |
| 1        | 25 aprile - 5 maggio 2017 | Monte Carlo | Raffaele Sorrentino | € 466,714      |
| 1        | 30-31 maggio 2017         | Sochi       | Pavel Shirshikov    | RUB 29,100,000 |
| 1        | 15-27 agosto 2017         | Barcellona  | Sebastian Sorensson | € 987,043      |
| 1        | 13-19 dicembre 2017       | Praga       | Kalidou Sow         | € 675,000      |

## Stagioni

### Stagione 1

#### Bahamas
- Luogo: Atlantis Resort, Paradise Island, Bahamas
- Buy-in: $5,000
- Data: January 6-14, 2017
- Partecipanti: 738
- Montepremi: $ 3,376,712
- Giocatori a premio: 143

| Tavolo Finale | Tavolo Finale     | Tavolo Finale |
| Posizione     | Nome              | Premio        |
| ------------- | ----------------- | ------------- |
| 1             | Christian Harder  | $ 429,664*    |
| 2             | Cliff Josephy     | $ 403,448*    |
| 3             | Michael Vela      | $ 259,980     |
| 4             | Aleksei Opalikhin | $ 191,420     |
| 5             | Michael Gentili   | $ 140,940     |
| 6             | Rasmus Glaesel    | $ 103,780     |
| 7             | Allon Allison     | $ 76,400      |
| 8             | John Dibella      | $ 56,260      |

* Deal tra i due finalisti.

#### Panama
- Luogo: Sortis Hotel, Panama, Panama
- Buy-in: $5,300
- Data: 10-20 marzo 2017
- Partecipanti: 366
- Montepremi: $ 1,775,100
- Giocatori a premio: 71

| Tavolo Finale | Tavolo Finale       | Tavolo Finale |
| Posizione     | Nome                | Premio        |
| ------------- | ------------------- | ------------- |
| 1             | Kenneth Smaron      | $ 293,860     |
| 2             | Harpreet Gill       | $ 217,860     |
| 3             | Denis Timofeev      | $ 161,340     |
| 4             | Jonathan Abdellatif | $ 119,480     |
| 5             | Robin Wozniczek     | $ 88,480      |
| 6             | Anthony Diotte      | $ 65,520      |
| 7             | James Salmon        | $ 48,520      |
| 8             | Byron Kaverman      | $ 35,920      |

#### Macao
- Luogo: City of Dreams Casino, Cotai, Macao
- Buy-in: HKD 42,400
- Data: 30 marzo - 9 aprile 2017
- Partecipanti: 536
- Montepremi: HKD 20,796,800
- Giocatori a premio: 103

| Tavolo Finale | Tavolo Finale  | Tavolo Finale  |
| Posizione     | Nome           | Premio         |
| ------------- | -------------- | -------------- |
| 1             | Elliot Smith   | HKD 2,877,500* |
| 2             | Tianyuan Tang  | HKD 2,577,500* |
| 3             | Daniel Laidlaw | HKD 1,724,000  |
| 4             | Avraham Oziel  | HKD 1,280,000  |
| 5             | Aymon Hata     | HKD 950,000    |
| 6             | Yen Chen       | HKD 705,000    |
| 7             | Yan Li         | HKD 521,000    |
| 8             | Xuan Tan       | HKD 386,000    |

* Deal tra i due finalisti.

#### Monte Carlo
- Luogo: Monte-Carlo Bay Hotel & Resort, Monte Carlo, Monaco
- Buy-in: €5,300
- Data: Dal 25 aprile al 5 maggio 2017
- Partecipanti: 727
- Montepremi: € 3,525,950
- Giocatori a premio: 143

| Tavolo Finale | Tavolo Finale       | Tavolo Finale |
| Posizione     | Nome                | Premio        |
| ------------- | ------------------- | ------------- |
| 1             | Raffaele Sorrentino | € 466,714*    |
| 2             | Andreas Klatt       | € 402,786*    |
| 3             | Andrey Bondar       | € 271,500     |
| 4             | Maxim Panyak        | € 199,900     |
| 5             | Michael Kolkowicz   | € 147,120     |
| 6             | Diego Zeiter        | € 108,300     |
| 7             | Davidi Kitai        | € 79,750      |
| 8             | Romain Nardin       | € 58,740      |

* Deal tra i due finalisti.

#### Russia
- Luogo: Casino Sochi, Soči, Russia
- Buy-in: 318,000 RUB
- Data: 25-31 maggio 2017
- Partecipanti: 387
- Montepremi: 150,000,000 RUB
- Giocatori a premio: 55

| Tavolo Finale | Tavolo Finale         | Tavolo Finale |
| Posizione     | Nome                  | Premio (RUB)  |
| ------------- | --------------------- | ------------- |
| 1             | Pavel Shirshikov      | 29,100,000    |
| 2             | Vladimir Troyanovskiy | 18,450,000    |
| 3             | Seyed Ghavam          | 13,335,000    |
| 4             | Dmitry Vitkind        | 10,785,000    |
| 5             | Lavrentiy Ni          | 8,535,000     |
| 6             | Timur Bubnovr         | 6,570,000     |
| 7             | Daniyar Aubakirov     | 4,890,000     |
| 8             | Nadar Kakhmazov       | 3,540,000     |

#### Barcellona
- Luogo: Casino di Barcellona, Barcellona, Spagna
- Buy-in: €5,300
- Data: 15-27 agosto, 2017
- Partecipanti: 1682
- Montepremi: € 8,157,700
- Giocatori a premio: 247

| Tavolo Finale | Tavolo Finale       | Tavolo Finale |
| Posizione     | Nome                | Premio        |
| ------------- | ------------------- | ------------- |
| 1st           | Sebastian Sorensson | € 987,043*    |
| 2nd           | Lachezar Petkov     | € 917,347*    |
| 3rd           | Raffaele Sorrentino | € 850,110*    |
| 4th           | Brian Kaufman       | € 402,000     |
| 5th           | Andre Akkari        | € 317,960     |
| 6th           | Usman Siddique      | € 252,000     |
| 7th           | Aeragan Arunan      | € 193,000     |
| 8th           | Albert Daher        | € 136,000     |

* Deal tra i tre finalisti.

#### Praga
- Luogo: Casino Atrium Prague, Praga, Repubblica Ceca
- Buy-in: €5,300
- Data: 13-19 dicembre 2017
- Partecipanti: 855
- Montepremi: € 4,146,750
- Giocatori a premio: 128

| Tavolo Finale | Tavolo Finale      | Tavolo Finale |
| Posizione     | Nome               | Premio        |
| ------------- | ------------------ | ------------- |
| 1             | Kalidou Sow        | € 675,000*    |
| 2             | Jason Wheeler      | € 570,000*    |
| 3             | Michal Mrakes      | € 332,000     |
| 4             | Gabriele Lepore    | € 249,000     |
| 5             | Harry Lodge        | € 196,000     |
| 6             | Colin Robinson     | € 147,000     |
| 7             | Matas Cimbolas     | € 104,000     |
| 8             | Valentyn Shabelnyk | € 72,850      |

* Deal tra i due finalisti.

## Eventi futuri
Il 15 dicembre 2017, PokerStars ha annunciato che tornerà ai marchi dei tour regionali nel 2018. Questi includono l'EPT, l'APPT e il LAPT. Pertanto, l'etichetta del PokerStars Championship non sarà più utilizzata.